# Bèumont de Valença
Bèumont de Valença (en francès Beaumont-lès-Valence) és un municipi francès del departament de la Droma, a la regió d'Alvèrnia-Roine-Alps.